# Elionurus elegans
Elionurus elegans är en gräsart som beskrevs av Carl Sigismund Kunth. Elionurus elegans ingår i släktet Elionurus och familjen gräs. Inga underarter finns listade i Catalogue of Life.